# 连珠山镇
连珠山镇，是中华人民共和国黑龙江省鸡西市密山市下辖的一个乡镇级行政单位。

## 行政区划
连珠山镇下辖以下地区：
沙岗村、保安村、永新村、发展村、新发村、永泉村、新忠村、东方红村、解放村、红光村和连珠山村。